# إسبيرانزا سبالدنغ
إيسبيرانزا إيميلي سبالدنغ (بالإنجليزية: Esperanza Emily Spalding)‏ هي مغنية وعازفة جاز أمريكية ولدت يوم 18 أكتوبر 1984 بمدينة بورتلاند في أوريغون في الولايات المتحدة لأب أمريكي إفريقي وأم من أصول أمريكية أصلية ولاتينية وويلزية، بدأت مشوارها الفني كعازفة على الكمان. بعد ذلك أكملت تعليمها في جامعة بورتلاند الحكومية باختصاص الموسيقى. فازت بأربعة جوائز غرامي منها جائزة غرامي لأفضل فنان جديد في سنة 2011، مما جعلها أول عازفة جاز تفوز بهذه الجائزة. تغني إسبرانزا باللغات الإنجليزية والإسبانية والبرتغالية.

## روابط خارجية
- إسبيرانزا سبالدنغ على موقع IMDb (الإنجليزية)
- إسبيرانزا سبالدنغ على موقع الموسوعة البريطانية (الإنجليزية)
- إسبيرانزا سبالدنغ على موقع ميوزك برينز (الإنجليزية)
- إسبيرانزا سبالدنغ على موقع رولينغ ستون (الإنجليزية)
- إسبيرانزا سبالدنغ على موقع أول ميوزيك (الإنجليزية)
- إسبيرانزا سبالدنغ على موقع ديسكوغز (الإنجليزية)
- إسبيرانزا سبالدنغ على موقع قاعدة بيانات الفيلم (الإنجليزية)